# ATP Tour 2007
L'edizione 2007 dell'ATP Tour è iniziata il 1º gennaio con il Qatar ExxonMobil Open e si è conclusa il 26 novembre con la finale di Coppa Davis.
L'ATP Tour è una serie di tornei maschili di tennis organizzati dall'ATP. Questa include i tornei del Grande Slam (organizzati in collaborazione con la International Tennis Federation (ITF)), il Tennis Masters Cup, i tornei dell'ATP Masters Series, dell'International Series Gold e dell'International Series.

## Calendario
Legenda
| Grande Slam                   |
| ATP World Tour Finals         |
| ATP Masters Series            |
| ATP International Series Gold |
| ATP International Series      |
| Torneo a squadre              |

### Gennaio
| Settimana  | Torneo | Vincitore                                             | Finalista                             | Semifinalisti                            | Quarti                                                               |
| ---------- | --- | ----------------------------------------------------- | ------------------------------------- | ---------------------------------------- | -------------------------------------------------------------------- |
| 1º gennaio | Qatar ExxonMobil Open 2007 Doha, Qatar International Series $1 000 Cemento Singolare - Doppio                             | Ivan Ljubičić 6-4, 6-4                                | Andy Murray                           | Nikolaj Davydenko Robin Söderling        | Michail Južnyj Marcos Baghdatis Maks Mirny Olivier Rochus            |
| 1º gennaio | Qatar ExxonMobil Open 2007 Doha, Qatar International Series $1 000 Cemento Singolare - Doppio                             | Michail Južnyj Nenad Zimonjić 6-1, 7–6(3)             | Martin Damm Leander Paes              | Nikolaj Davydenko Robin Söderling        | Michail Južnyj Marcos Baghdatis Maks Mirny Olivier Rochus            |
| 1º gennaio | Next Generation Adelaide International 2007 Adelaide, Australia International Series 436 000 $ Cemento Singolare - Doppio | Novak Đoković 6-3, 6(6)–7, 6-4                        | Chris Guccione                        | Joachim Johansson Juan Martín del Potro  | Paul Goldstein Igor' Kunicyn Vince Spadea Richard Gasquet            |
| 1º gennaio | Next Generation Adelaide International 2007 Adelaide, Australia International Series 436 000 $ Cemento Singolare - Doppio | Wesley Moodie Todd Perry 6-4, 3-6, [15-13]            | Novak Đoković Radek Štěpánek          | Joachim Johansson Juan Martín del Potro  | Paul Goldstein Igor' Kunicyn Vince Spadea Richard Gasquet            |
| 1º gennaio | Chennai Open 2007 Chennai, India International Series 416 000 $ Cemento Singolare - Doppio                                | Xavier Malisse 6-1, 6-3                               | Stefan Koubek                         | Rafael Nadal Carlos Moyá                 | Ivo Karlović Fabrice Santoro Davide Sanguinetti Julien Benneteau     |
| 1º gennaio | Chennai Open 2007 Chennai, India International Series 416 000 $ Cemento Singolare - Doppio                                | Xavier Malisse Dick Norman 7–6(4), 7–6(4)             | Rafael Nadal Bartolomé Salvá-Vidal    | Rafael Nadal Carlos Moyá                 | Ivo Karlović Fabrice Santoro Davide Sanguinetti Julien Benneteau     |
| 8 gennaio  | Medibank International 2007 Sydney, Australia International Series 436 000 $ Singolare - Doppio                           | James Blake 6-3, 5-7, 6-1                             | Carlos Moyá                           | Jürgen Melzer Richard Gasquet            | Tomáš Berdych Evgenij Korolëv Marcos Baghdatis Paul-Henri Mathieu    |
| 8 gennaio  | Medibank International 2007 Sydney, Australia International Series 436 000 $ Singolare - Doppio                           | Paul Hanley Kevin Ullyett 6-4, 6(3)–7, [10-6]         | Mark Knowles Daniel Nestor            | Jürgen Melzer Richard Gasquet            | Tomáš Berdych Evgenij Korolëv Marcos Baghdatis Paul-Henri Mathieu    |
| 8 gennaio  | Heineken Open 2007 Auckland, Nuova Zelanda International Series 416 000 $ Singolare - Doppio                              | David Ferrer 6-4, 6-2                                 | Tommy Robredo                         | Agustín Calleri Mardy Fish               | Philipp Kohlschreiber Juan Mónaco Kristof Vliegen Juan Ignacio Chela |
| 8 gennaio  | Heineken Open 2007 Auckland, Nuova Zelanda International Series 416 000 $ Singolare - Doppio                              | Jeff Coetzee Rogier Wassen 6(9)–7, 6-3, [10-2]        | Simon Aspelin Chris Haggard           | Agustín Calleri Mardy Fish               | Philipp Kohlschreiber Juan Mónaco Kristof Vliegen Juan Ignacio Chela |
| 15 gennaio | Australian Open 2007 Melbourne, Australia Grande Slam 7 297 500 $ Cemento Singolare - Doppio - Doppio misto               | Roger Federer 7–6(2), 6-4, 6-4                        | Fernando González                     | Andy Roddick Tommy Haas                  | Tommy Robredo Mardy Fish Nikolaj Davydenko Rafael Nadal              |
| 15 gennaio | Australian Open 2007 Melbourne, Australia Grande Slam 7 297 500 $ Cemento Singolare - Doppio - Doppio misto               | Bob Bryan Mike Bryan 7-5, 7-5                         | Jonas Björkman Maks Mirny             | Andy Roddick Tommy Haas                  | Tommy Robredo Mardy Fish Nikolaj Davydenko Rafael Nadal              |
| 15 gennaio | Australian Open 2007 Melbourne, Australia Grande Slam 7 297 500 $ Cemento Singolare - Doppio - Doppio misto               | Doppio misto: Daniel Nestor Elena Lichovceva 6-4, 6-4 | Maks Mirny Viktoryja Azaranka         | Andy Roddick Tommy Haas                  | Tommy Robredo Mardy Fish Nikolaj Davydenko Rafael Nadal              |
| 29 gennaio | Movistar Open 2007 Viña del Mar, Cile International Series 448 000 $ Terra Singolare - Doppio                             | Luis Horna 7-5, 6-3                                   | Nicolás Massú                         | Albert Montañés Martín Vassallo Argüello | Igor' Andreev Carlos Berlocq Fernando González Sergio Roitman        |
| 29 gennaio | Movistar Open 2007 Viña del Mar, Cile International Series 448 000 $ Terra Singolare - Doppio                             | Paul Capdeville Óscar Hernández 4-6, 6-4, [10-6]      | Albert Montañés Rubén Ramírez Hidalgo | Albert Montañés Martín Vassallo Argüello | Igor' Andreev Carlos Berlocq Fernando González Sergio Roitman        |
| 29 gennaio | Zagreb Indoors 2007 Zagabria, Croazia International Series 416 000 $ Cemento (indoor) Singolare - Doppio                  | Marcos Baghdatis 7–6(4), 4-6, 6-4                     | Ivan Ljubičić                         | Alexander Peya Michail Južnyj            | Arnaud Clément Marc Gicquel Thomas Johansson Michaël Llodra          |
| 29 gennaio | Zagreb Indoors 2007 Zagabria, Croazia International Series 416 000 $ Cemento (indoor) Singolare - Doppio                  | Michael Kohlmann Alexander Waske 7–6(5), 4-6, [10-5]  | František Čermák Jaroslav Levinský    | Alexander Peya Michail Južnyj            | Arnaud Clément Marc Gicquel Thomas Johansson Michaël Llodra          |
| 29 gennaio | Delray Beach ITC 2007 Delray Beach, Stati Uniti International Series 416 000 $ Cemento Singolare - Doppio                 | Xavier Malisse 5-7, 6-4, 6-4                          | James Blake                           | Benjamin Becker Vince Spadea             | Tommy Haas Guillermo García López Florian Mayer Davide Sanguinetti   |
| 29 gennaio | Delray Beach ITC 2007 Delray Beach, Stati Uniti International Series 416 000 $ Cemento Singolare - Doppio                 | Hugo Armando Xavier Malisse 6-3, 6(4)–7, [10-5]       | James Auckland Stephen Huss           | Benjamin Becker Vince Spadea             | Tommy Haas Guillermo García López Florian Mayer Davide Sanguinetti   |

### Febbraio
| Settimana   | Torneo | Vincitore                                          | Finalista                             | Semifinalisti                       | Quarti                                                         |
| ----------- | --- | -------------------------------------------------- | ------------------------------------- | ----------------------------------- | -------------------------------------------------------------- |
| 12 febbraio | Open 13 2007 Marsiglia, Francia International Series 600 000 $ Cemento (indoor) Singolare - Doppio                          | Gilles Simon 6-4, 7–6(3)                           | Marcos Baghdatis                      | Robin Söderling Jarkko Nieminen     | Richard Gasquet Jonas Björkman Michail Južnyj Julien Benneteau |
| 12 febbraio | Open 13 2007 Marsiglia, Francia International Series 600 000 $ Cemento (indoor) Singolare - Doppio                          | Arnaud Clément Michaël Llodra 7-5, 4-6, [10-8]     | Mark Knowles Daniel Nestor            | Robin Söderling Jarkko Nieminen     | Richard Gasquet Jonas Björkman Michail Južnyj Julien Benneteau |
| 12 febbraio | Brasil Open 2007 Costa do Sauípe, Brasile International Series 456 000 $ Terra Singolare - Doppio                           | Guillermo Cañas 7–6(4), 6-2                        | Juan Carlos Ferrero                   | Flávio Saretta Juan Ignacio Chela   | Potito Starace Nicolás Almagro Juan Mónaco Agustín Calleri     |
| 12 febbraio | Brasil Open 2007 Costa do Sauípe, Brasile International Series 456 000 $ Terra Singolare - Doppio                           | Lukáš Dlouhý Pavel Vízner 6-2, 7–6(4)              | Albert Montañés Rubén Ramírez Hidalgo | Flávio Saretta Juan Ignacio Chela   | Potito Starace Nicolás Almagro Juan Mónaco Agustín Calleri     |
| 12 febbraio | SAP Open 2007 San Jose, USA International Series 416 000 $ Cemento (indoor) Singolare - Doppio                              | Andy Murray 6(3)–7, 6-4, 7–6(2)                    | Ivo Karlović                          | Andy Roddick Benjamin Becker        | Vince Spadea Lee Hyung-Taik Marat Safin Mardy Fish             |
| 12 febbraio | SAP Open 2007 San Jose, USA International Series 416 000 $ Cemento (indoor) Singolare - Doppio                              | Eric Butorac Jamie Murray 7-5, 7–6(6)              | Chris Haggard Rainer Schüttler        | Andy Roddick Benjamin Becker        | Vince Spadea Lee Hyung-Taik Marat Safin Mardy Fish             |
| 19 febbraio | World Tennis Tournament 2007 Rotterdam, Paesi Bassi International Series Gold 925 000 $ Cemento (indoor) Singolare - Doppio | Michail Južnyj 6-2, 6-4                            | Ivan Ljubičić                         | Nikolaj Davydenko Novak Đoković     | Philipp Kohlschreiber Florian Mayer David Ferrer Tommy Robredo |
| 19 febbraio | World Tennis Tournament 2007 Rotterdam, Paesi Bassi International Series Gold 925 000 $ Cemento (indoor) Singolare - Doppio | Martin Damm Leander Paes 6-3, 6(5)–7, [10-8]       | Andrei Pavel Alexander Waske          | Nikolaj Davydenko Novak Đoković     | Philipp Kohlschreiber Florian Mayer David Ferrer Tommy Robredo |
| 19 febbraio | M.K. Championships 2007 Memphis, USA International Series Gold 757 000 $ Cemento (indoor) Singolare - Doppio                | Tommy Haas 6-3, 6-2                                | Andy Roddick                          | Andy Murray Mardy Fish              | Lu Yen-hsun Stefan Koubek Tejmuraz Gabašvili Sam Querrey       |
| 19 febbraio | M.K. Championships 2007 Memphis, USA International Series Gold 757 000 $ Cemento (indoor) Singolare - Doppio                | Eric Butorac Jamie Murray 7-5, 6-3                 | Julian Knowle Jürgen Melzer           | Andy Murray Mardy Fish              | Lu Yen-hsun Stefan Koubek Tejmuraz Gabašvili Sam Querrey       |
| 19 febbraio | ATP Buenos Aires 2007 Buenos Aires, Argentina International Series 445 000 $ Terra Singolare - Doppio                       | Juan Mónaco 6-1, 6-2                               | Alessio di Mauro                      | Nicolás Almagro Diego Hartfield     | Luis Horna Juan Ignacio Chela Albert Montañés Nicolas Devilder |
| 19 febbraio | ATP Buenos Aires 2007 Buenos Aires, Argentina International Series 445 000 $ Terra Singolare - Doppio                       | Martín García Sebastián Prieto 6-4, 6-2            | Albert Montañés Rubén Ramírez Hidalgo | Nicolás Almagro Diego Hartfield     | Luis Horna Juan Ignacio Chela Albert Montañés Nicolas Devilder |
| 26 febbraio | Dubai Tennis Championships 2007 Dubai, UAE International Series Gold 1 426 250 $ Cemento Singolare - Doppio                 | Roger Federer 6-4, 6-3                             | Michail Južnyj                        | Tommy Haas Robin Söderling          | Novak Đoković Olivier Rochus Fabrice Santoro Rafael Nadal      |
| 26 febbraio | Dubai Tennis Championships 2007 Dubai, UAE International Series Gold 1 426 250 $ Cemento Singolare - Doppio                 | Fabrice Santoro Nenad Zimonjić 7-5, 6(3)–7, [10-7] | Mahesh Bhupathi Radek Štěpánek        | Tommy Haas Robin Söderling          | Novak Đoković Olivier Rochus Fabrice Santoro Rafael Nadal      |
| 26 febbraio | Abierto Mexicano de Tenis 2007 Acapulco, Messico International Series Gold 757 000 $ Terra Singolare - Doppio               | Juan Ignacio Chela 6-3, 7–6(2)                     | Carlos Moyá                           | Juan Carlos Ferrero Agustín Calleri | Gastón Gaudio Nicolás Almagro Nicolás Massú José Acasuso       |
| 26 febbraio | Abierto Mexicano de Tenis 2007 Acapulco, Messico International Series Gold 757 000 $ Terra Singolare - Doppio               | Potito Starace Martín Vassallo Argüello 6-0, 6-2   | Lukáš Dlouhý Pavel Vízner             | Juan Carlos Ferrero Agustín Calleri | Gastón Gaudio Nicolás Almagro Nicolás Massú José Acasuso       |
| 26 febbraio | Tennis Channel Open 2007 Las Vegas, USA International Series 416 000 $ Singolare - Doppio                                   | Lleyton Hewitt 6-4, 7–6(10)                        | Jürgen Melzer                         | Evgenij Korolëv Marat Safin         | Sam Querrey Jan Hernych Fernando Verdasco Feliciano López      |
| 26 febbraio | Tennis Channel Open 2007 Las Vegas, USA International Series 416 000 $ Singolare - Doppio                                   | Bob Bryan Mike Bryan 7–6(6), 6-2                   | Jonathan Erlich Andy Ram              | Evgenij Korolëv Marat Safin         | Sam Querrey Jan Hernych Fernando Verdasco Feliciano López      |

### Marzo
| Settimana | Torneo                                                                                         | Vincitore                                | Finalista                | Semifinalisti             | Quarti                                                     |
| --------- | ---------------------------------------------------------------------------------------------- | ---------------------------------------- | ------------------------ | ------------------------- | ---------------------------------------------------------- |
| 5 marzo   | Indian Wells Open 2007 Indian Wells, USA Masters Series 3 285 000 $ Cemento Singolare - Doppio | Rafael Nadal 6-2, 7-5                    | Novak Đoković            | Andy Murray Andy Roddick  | David Ferrer Tommy Haas Ivan Ljubičić Juan Ignacio Chela   |
| 5 marzo   | Indian Wells Open 2007 Indian Wells, USA Masters Series 3 285 000 $ Cemento Singolare - Doppio | Martin Damm Leander Paes 6-4, 6-4        | Jonathan Erlich Andy Ram | Andy Murray Andy Roddick  | David Ferrer Tommy Haas Ivan Ljubičić Juan Ignacio Chela   |
| 19 marzo  | Miami Masters 2007 Miami, USA Masters Series 3 285 000 $ Cemento Singolare - Doppio            | Novak Đoković 6-3, 6-2, 6-4              | Guillermo Cañas          | Andy Murray Ivan Ljubičić | Tommy Robredo Juan Ignacio Chela Andy Roddick Rafael Nadal |
| 19 marzo  | Miami Masters 2007 Miami, USA Masters Series 3 285 000 $ Cemento Singolare - Doppio            | Bob Bryan Mike Bryan 7–6(7), 3-6, [10-7] | Martin Damm Leander Paes | Andy Murray Ivan Ljubičić | Tommy Robredo Juan Ignacio Chela Andy Roddick Rafael Nadal |

### Aprile
| Settimana | Torneo | Vincitore                                     | Finalista                          | Semifinalisti                        | Quarti                                                             |
| --------- | --- | --------------------------------------------- | ---------------------------------- | ------------------------------------ | ------------------------------------------------------------------ |
| 9 aprile  | Open de Tenis Comunidad Valenciana 2007 Valencia, Spagna International Series 416 000 $ Terra Singolare - Doppio  | Nicolás Almagro 4-6, 6-2, 6-1                 | Potito Starace                     | Iván Navarro Pastor Santiago Ventura | Evgenij Korolëv Marcel Granollers Filippo Volandri Alberto Martín  |
| 9 aprile  | Open de Tenis Comunidad Valenciana 2007 Valencia, Spagna International Series 416 000 $ Terra Singolare - Doppio  | Wesley Moodie Todd Perry 7-5, 7-5             | Yves Allegro Sebastián Prieto      | Iván Navarro Pastor Santiago Ventura | Evgenij Korolëv Marcel Granollers Filippo Volandri Alberto Martín  |
| 9 aprile  | U.S. Men's Clay Court Championships 2007 Houston, USA International Series 416 000 $ Terra Singolare - Doppio     | Ivo Karlović 6-4, 6-1                         | Mariano Zabaleta                   | Albert Montañés James Blake          | Vince Spadea Tommy Haas Jürgen Melzer Juan Mónaco                  |
| 9 aprile  | U.S. Men's Clay Court Championships 2007 Houston, USA International Series 416 000 $ Terra Singolare - Doppio     | Bob Bryan Mike Bryan 7–6(3), 6-4              | Mark Knowles Daniel Nestor         | Albert Montañés James Blake          | Vince Spadea Tommy Haas Jürgen Melzer Juan Mónaco                  |
| 16 aprile | Monte Carlo Masters 2007 Monte Carlo, Monaco Masters Series 2 450 000 $ Terra Singolare - Doppio                  | Rafael Nadal 6-4, 6-4                         | Roger Federer                      | Juan Carlos Ferrero Tomáš Berdych    | David Ferrer Richard Gasquet Robin Söderling Philipp Kohlschreiber |
| 16 aprile | Monte Carlo Masters 2007 Monte Carlo, Monaco Masters Series 2 450 000 $ Terra Singolare - Doppio                  | Bob Bryan Mike Bryan 6-2, 6-1                 | Julien Benneteau Richard Gasquet   | Juan Carlos Ferrero Tomáš Berdych    | David Ferrer Richard Gasquet Robin Söderling Philipp Kohlschreiber |
| 23 aprile | Open SEAT 2007 Barcellona, Spagna International Series Gold 1 000 000 $ Terra Singolare - Doppio                  | Rafael Nadal 6-3, 6-4                         | Guillermo Cañas                    | David Ferrer Agustín Calleri         | Potito Starace David Nalbandian Óscar Hernández Nikolaj Davydenko  |
| 23 aprile | Open SEAT 2007 Barcellona, Spagna International Series Gold 1 000 000 $ Terra Singolare - Doppio                  | Andrei Pavel Alexander Waske 6-3, 7-6(1)      | Rafael Nadal Bartolomé Salvá-Vidal | David Ferrer Agustín Calleri         | Potito Starace David Nalbandian Óscar Hernández Nikolaj Davydenko  |
| 23 aprile | Grand Prix Hassan II 2007 Casablanca, Marocco International Series 416 000 $ Terra Singolare - Doppio             | Paul-Henri Mathieu 6-1, 6-1                   | Albert Montañés                    | Rubén Ramírez Hidalgo Marc Gicquel   | Dominik Hrbatý Sébastien Grosjean Julien Benneteau José Acasuso    |
| 23 aprile | Grand Prix Hassan II 2007 Casablanca, Marocco International Series 416 000 $ Terra Singolare - Doppio             | Jordan Kerr David Škoch 7–6(4), 1-6, [10-4]   | Łukasz Kubot Oliver Marach         | Rubén Ramírez Hidalgo Marc Gicquel   | Dominik Hrbatý Sébastien Grosjean Julien Benneteau José Acasuso    |
| 30 aprile | Estoril Open 2007 Estoril, Portogallo International Series 625 000 $ Terra Singolare - Doppio                     | Novak Đoković 7–6(7), 0-6, 6-1                | Richard Gasquet                    | Paul-Henri Mathieu Tommy Robredo     | Vince Spadea Juan Mónaco Guillermo García López Agustín Calleri    |
| 30 aprile | Estoril Open 2007 Estoril, Portogallo International Series 625 000 $ Terra Singolare - Doppio                     | Marcelo Melo André Sá 3-6, 6-2, [10-6]        | Martín García Sebastián Prieto     | Paul-Henri Mathieu Tommy Robredo     | Vince Spadea Juan Mónaco Guillermo García López Agustín Calleri    |
| 30 aprile | Internazionali di Tennis di Baviera 2007 Monaco, Germania International Series 416 000 $ Terra Singolare - Doppio | Philipp Kohlschreiber 2-6, 6-3, 6-4           | Michail Južnyj                     | Marcos Baghdatis Tomáš Berdych       | Sébastien Grosjean Alexander Waske Jürgen Melzer Nicolas Devilder  |
| 30 aprile | Internazionali di Tennis di Baviera 2007 Monaco, Germania International Series 416 000 $ Terra Singolare - Doppio | Philipp Kohlschreiber Michail Južnyj 6-1, 6-4 | Jan Hájek Jaroslav Levinský        | Marcos Baghdatis Tomáš Berdych       | Sébastien Grosjean Alexander Waske Jürgen Melzer Nicolas Devilder  |

### Maggio
| Settimana | Torneo                                                                                              | Vincitore                                          | Finalista                         | Semifinalisti                      | Quarti                                                         |
| --------- | --------------------------------------------------------------------------------------------------- | -------------------------------------------------- | --------------------------------- | ---------------------------------- | -------------------------------------------------------------- |
| 7 maggio  | Internazionali d'Italia 2007 Roma, Italia Masters Series 2 450 000 $ Terra Singolare - Doppio       | Rafael Nadal 6-2, 6-2                              | Fernando González                 | Filippo Volandri Nikolaj Davydenko | Tomáš Berdych Juan Ignacio Chela Tommy Robredo Novak Đoković   |
| 7 maggio  | Internazionali d'Italia 2007 Roma, Italia Masters Series 2 450 000 $ Terra Singolare - Doppio       | Fabrice Santoro Nenad Zimonjić 6-4, 6(4)–7, [10-7] | Bob Bryan Mike Bryan              | Filippo Volandri Nikolaj Davydenko | Tomáš Berdych Juan Ignacio Chela Tommy Robredo Novak Đoković   |
| 14 maggio | Hamburg Masters 2007 Amburgo, Germania Masters Series 2 450 000 $ Terra Singolare - Doppio          | Roger Federer 2-6, 6-2, 6-0                        | Rafael Nadal                      | Carlos Moyá Lleyton Hewitt         | David Ferrer Novak Đoković Nicolás Almagro Fernando González   |
| 14 maggio | Hamburg Masters 2007 Amburgo, Germania Masters Series 2 450 000 $ Terra Singolare - Doppio          | Bob Bryan Mike Bryan 6-3, 6-4                      | Paul Hanley Kevin Ullyett         | Carlos Moyá Lleyton Hewitt         | David Ferrer Novak Đoković Nicolás Almagro Fernando González   |
| 20 maggio | ATP Pörtschach 2007 Portschach, Austria International Series 416 000 $ Terra Singolare - Doppio     | Juan Mónaco 7–6(3), 6-0                            | Gaël Monfils                      | Luis Horna Lleyton Hewitt          | Nikolaj Davydenko Albert Montañés Diego Hartfield Andy Roddick |
| 20 maggio | ATP Pörtschach 2007 Portschach, Austria International Series 416 000 $ Terra Singolare - Doppio     | Simon Aspelin Julian Knowle 7–6(6), 5-7, [10-5]    | Leoš Friedl David Škoch           | Luis Horna Lleyton Hewitt          | Nikolaj Davydenko Albert Montañés Diego Hartfield Andy Roddick |
| 20 maggio | World Team Cup 2007 Düsseldorf, Germania World Team Cup 1 764 700 $                                 | Argentina 2-1                                      | Repubblica ceca                   | Spagna Cile                        | Germania Belgio Svezia Stati Uniti d'America                   |
| 27 maggio | Open di Francia 2007 Parigi, Francia Grande Slam €6,947,960 Terra Singolare - Doppio - Doppio misto | Rafael Nadal 6-3, 4-6, 6-3, 6-4                    | Roger Federer                     | Nikolaj Davydenko Novak Đoković    | Tommy Robredo Guillermo Cañas Igor' Andreev Carlos Moyá        |
| 27 maggio | Open di Francia 2007 Parigi, Francia Grande Slam €6,947,960 Terra Singolare - Doppio - Doppio misto | Mark Knowles Daniel Nestor 2-6, 6-3, 6-4           | Lukáš Dlouhý Pavel Vízner         | Nikolaj Davydenko Novak Đoković    | Tommy Robredo Guillermo Cañas Igor' Andreev Carlos Moyá        |
| 27 maggio | Open di Francia 2007 Parigi, Francia Grande Slam €6,947,960 Terra Singolare - Doppio - Doppio misto | Doppio misto: Andy Ram Nathalie Dechy 7-5, 6-3     | Nenad Zimonjić Katarina Srebotnik | Nikolaj Davydenko Novak Đoković    | Tommy Robredo Guillermo Cañas Igor' Andreev Carlos Moyá        |

### Giugno
| Settimana | Torneo | Vincitore                                                | Finalista                      | Semifinalisti                         | Quarti                                                                          |
| --------- | --- | -------------------------------------------------------- | ------------------------------ | ------------------------------------- | ------------------------------------------------------------------------------- |
| 11 giugno | Gerry Weber Open 2007 Halle, Germania International Series 800 000 $ Erba Singolare - Doppio                                 | Tomáš Berdych 7-5, 6-4                                   | Marcos Baghdatis               | Jarkko Nieminen Philipp Kohlschreiber | Marc Gicquel Michail Južnyj James Blake Florian Mayer                           |
| 11 giugno | Gerry Weber Open 2007 Halle, Germania International Series 800 000 $ Erba Singolare - Doppio                                 | Simon Aspelin Julian Knowle 6-4, 7–6(5)                  | Fabrice Santoro Nenad Zimonjić | Jarkko Nieminen Philipp Kohlschreiber | Marc Gicquel Michail Južnyj James Blake Florian Mayer                           |
| 11 giugno | Queen's Club Championships 2007 Queen's Club, Londra, Gran Bretagna International Series 800 000 $ Erba Singolare - Doppio   | Andy Roddick 4-6, 7–6(7), 7–6(2)                         | Nicolas Mahut                  | Arnaud Clément Dmitrij Tursunov       | Rafael Nadal Ivo Karlović Fernando González Marin Čilić                         |
| 11 giugno | Queen's Club Championships 2007 Queen's Club, Londra, Gran Bretagna International Series 800 000 $ Erba Singolare - Doppio   | Mark Knowles Daniel Nestor 7–6(4), 7-5                   | Bob Bryan Mike Bryan           | Arnaud Clément Dmitrij Tursunov       | Rafael Nadal Ivo Karlović Fernando González Marin Čilić                         |
| 18 giugno | Ordina Open 2007 's-Hertogenbosch, Paesi Bassi International Series 416 000 $ Erba Singolare - Doppio                        | Ivan Ljubičić 7–6(5), 4-6, 7–6(4)                        | Peter Wessels                  | Anthony Dupuis Julien Benneteau       | Tommy Robredo Benjamin Becker Michael Berrer Janko Tipsarević                   |
| 18 giugno | Ordina Open 2007 's-Hertogenbosch, Paesi Bassi International Series 416 000 $ Erba Singolare - Doppio                        | Jeff Coetzee Rogier Wassen 3-6, 7–6(5), [12-10]          | Martin Damm Leander Paes       | Anthony Dupuis Julien Benneteau       | Tommy Robredo Benjamin Becker Michael Berrer Janko Tipsarević                   |
| 18 giugno | Nottingham Open 2007 Nottingham, Gran Bretagna International Series 416 000 $ Erba Singolare - Doppio                        | Ivo Karlović 3-6, 6-4, 6-4                               | Arnaud Clément                 | Jonas Björkman Dmitrij Tursunov       | Richard Gasquet Paul-Henri Mathieu Juan Martín del Potro Guillermo García López |
| 18 giugno | Nottingham Open 2007 Nottingham, Gran Bretagna International Series 416 000 $ Erba Singolare - Doppio                        | Eric Butorac Jamie Murray 4-6, 6-3, [10-5]               | Joshua Goodall Ross Hutchins   | Jonas Björkman Dmitrij Tursunov       | Richard Gasquet Paul-Henri Mathieu Juan Martín del Potro Guillermo García López |
| 25 giugno | Torneo di Wimbledon 2007 Wimbledon, Londra, Gran Bretagna Grand Slam £5,022,560 10 039 190 $ Erba Singolare - Doppio - Misto | Roger Federer 7–6(7), 4-6, 7–6(3), 2-6, 6-2              | Rafael Nadal                   | Richard Gasquet Novak Đoković         | Juan Carlos Ferrero Andy Roddick Marcos Baghdatis Tomáš Berdych                 |
| 25 giugno | Torneo di Wimbledon 2007 Wimbledon, Londra, Gran Bretagna Grand Slam £5,022,560 10 039 190 $ Erba Singolare - Doppio - Misto | Arnaud Clément Michaël Llodra 6(5)–7, 6-3, 6-4, 6-4      | Bob Bryan Mike Bryan           | Richard Gasquet Novak Đoković         | Juan Carlos Ferrero Andy Roddick Marcos Baghdatis Tomáš Berdych                 |
| 25 giugno | Torneo di Wimbledon 2007 Wimbledon, Londra, Gran Bretagna Grand Slam £5,022,560 10 039 190 $ Erba Singolare - Doppio - Misto | Doppio Misto: Jamie Murray Jelena Janković 6-4, 3-6, 6-1 | Jonas Björkman Alicia Molik    | Richard Gasquet Novak Đoković         | Juan Carlos Ferrero Andy Roddick Marcos Baghdatis Tomáš Berdych                 |

### Luglio
| Settimana | Torneo | Vincitore                                             | Finalista                                | Semifinalisti                      | Quarti                                                             |
| --------- | --- | ----------------------------------------------------- | ---------------------------------------- | ---------------------------------- | ------------------------------------------------------------------ |
| 9 luglio  | Allianz Suisse Open Gstaad 2007 Gstaad, Svizzera International Series 496 000 $ Terra Singolare - Doppio                      | Paul-Henri Mathieu 6(1)–7, 6-4, 7-5                   | Andreas Seppi                            | Radek Štěpánek Igor' Andreev       | Gaël Monfils Marc Gicquel Richard Gasquet Martín Vassallo Argüello |
| 9 luglio  | Allianz Suisse Open Gstaad 2007 Gstaad, Svizzera International Series 496 000 $ Terra Singolare - Doppio                      | František Čermák Pavel Vízner 7-5, 5-7, [10-7]        | Marc Gicquel Florent Serra               | Radek Štěpánek Igor' Andreev       | Gaël Monfils Marc Gicquel Richard Gasquet Martín Vassallo Argüello |
| 9 luglio  | Campbell's Hall of Fame Tennis Championships 2007 Newport, Stati Uniti International Series 416 000 $ Erba Singolare - Doppio | Fabrice Santoro 6-4, 6-4                              | Nicolas Mahut                            | Dick Norman Wesley Moodie          | Aisam-ul-Haq Qureshi Prakash Amritraj Miša Zverev Vince Spadea     |
| 9 luglio  | Campbell's Hall of Fame Tennis Championships 2007 Newport, Stati Uniti International Series 416 000 $ Erba Singolare - Doppio | Jordan Kerr Jim Thomas 6-3, 7-5                       | Nathan Healey Igor' Kunicyn              | Dick Norman Wesley Moodie          | Aisam-ul-Haq Qureshi Prakash Amritraj Miša Zverev Vince Spadea     |
| 9 luglio  | Swedish Open 2007 Båstad, Svezia International Series 416 000 $ Terra Singolare - Doppio                                      | David Ferrer 6-1, 6-2                                 | Nicolás Almagro                          | Carlos Moyá Filippo Volandri       | Luis Horna Robin Söderling Olivier Rochus Gilles Simon             |
| 9 luglio  | Swedish Open 2007 Båstad, Svezia International Series 416 000 $ Terra Singolare - Doppio                                      | Simon Aspelin Julian Knowle 6-2, 6-4                  | Martin García Sebastián Prieto           | Carlos Moyá Filippo Volandri       | Luis Horna Robin Söderling Olivier Rochus Gilles Simon             |
| 16 luglio | Mercedes Cup 2007 Stoccarda, Germania International Series Gold 757 000 $ Terra Singolare - Doppio                            | Rafael Nadal 6-4, 7-5                                 | Stan Wawrinka                            | Feliciano López Juan Ignacio Chela | Juan Mónaco Juan Carlos Ferrero Fernando Verdasco Jiří Vaněk       |
| 16 luglio | Mercedes Cup 2007 Stoccarda, Germania International Series Gold 757 000 $ Terra Singolare - Doppio                            | František Čermák Leoš Friedl 6-4, 6-4                 | Guillermo García López Fernando Verdasco | Feliciano López Juan Ignacio Chela | Juan Mónaco Juan Carlos Ferrero Fernando Verdasco Jiří Vaněk       |
| 16 luglio | Countrywide Classic 2007 Los Angeles, Stati Uniti International Series 525 000 $ Cemento Singolare - Doppio                   | Radek Štěpánek 7–6(7), 5-7, 6-2                       | James Blake                              | Nicolas Kiefer Hyung-Taik Lee      | Zack Fleishman Michael Berrer Marat Safin Vince Spadea             |
| 16 luglio | Countrywide Classic 2007 Los Angeles, Stati Uniti International Series 525 000 $ Cemento Singolare - Doppio                   | Bob Bryan Mike Bryan 7–6(5), 6-2                      | Scott Lipsky David Martin                | Nicolas Kiefer Hyung-Taik Lee      | Zack Fleishman Michael Berrer Marat Safin Vince Spadea             |
| 16 luglio | Priority Telecom Open 2007 Amersfoort, Paesi Bassi International Series 416 000 $ Terra Singolare - Doppio                    | Steve Darcis 6-1, 7-6(1)                              | Werner Eschauer                          | Robin Haase Michail Južnyj         | Florent Serra Carlos Moyá Igor' Andreev Evgenij Korolëv            |
| 16 luglio | Priority Telecom Open 2007 Amersfoort, Paesi Bassi International Series 416 000 $ Terra Singolare - Doppio                    | Juan Pablo Brzezicki Juan Pablo Guzmán 6-2, 6-0       | Robin Haase Rogier Wassen                | Robin Haase Michail Južnyj         | Florent Serra Carlos Moyá Igor' Andreev Evgenij Korolëv            |
| 23 luglio | Austrian Open 2007 Kitzbühel, Austria International Series Gold 1 068 000 $ Terra Singolare - Doppio                          | Juan Mónaco 5-7, 6-3, 6-4                             | Potito Starace                           | Fernando Verdasco Agustín Calleri  | Tommy Robredo Sergio Roitman Andreas Seppi Nicolás Lapentti        |
| 23 luglio | Austrian Open 2007 Kitzbühel, Austria International Series Gold 1 068 000 $ Terra Singolare - Doppio                          | Luis Horna Potito Starace 7–6(4), 7–6(5)              | Tomas Behrend Christopher Kas            | Fernando Verdasco Agustín Calleri  | Tommy Robredo Sergio Roitman Andreas Seppi Nicolás Lapentti        |
| 23 luglio | Indianapolis Tennis Championships 2007 Indianapolis, Stati Uniti International Series 525 000 $ Cemento Singolare - Doppio    | Dmitrij Tursunov 6-4, 7-5                             | Frank Dancevic                           | Andy Roddick Sam Querrey           | Hyung-Taik Lee Igor' Kunicyn Kei Nishikori James Blake             |
| 23 luglio | Indianapolis Tennis Championships 2007 Indianapolis, Stati Uniti International Series 525 000 $ Cemento Singolare - Doppio    | Juan Martín del Potro Travis Parrott 3-6, 6-2, [10-6] | Tejmuraz Gabašvili Ivo Karlović          | Andy Roddick Sam Querrey           | Hyung-Taik Lee Igor' Kunicyn Kei Nishikori James Blake             |
| 23 luglio | Croatia Open Umag 2007 Umago, Croazia International Series 416 000 $ Terra Singolare - Doppio                                 | Carlos Moyá 6-4, 6-2                                  | Andrei Pavel                             | Viktor Troicki Guillermo Cañas     | Carlos Berlocq Filippo Volandri David Ferrer Gilles Simon          |
| 23 luglio | Croatia Open Umag 2007 Umago, Croazia International Series 416 000 $ Terra Singolare - Doppio                                 | Lukáš Dlouhý Michal Mertiňák 6-1, 6-1                 | Jaroslav Levinský David Škoch            | Viktor Troicki Guillermo Cañas     | Carlos Berlocq Filippo Volandri David Ferrer Gilles Simon          |
| 30 luglio | Washington Open 2007 Washington, Stati Uniti International Series 600 000 $ Cemento Singolare - Doppio                        | Andy Roddick 6-4, 7–6(4)                              | John Isner                               | Ivo Karlović Gaël Monfils          | Hyung-Taik Lee Paul Capdeville Marat Safin Tommy Haas              |
| 30 luglio | Washington Open 2007 Washington, Stati Uniti International Series 600 000 $ Cemento Singolare - Doppio                        | Bob Bryan Mike Bryan 7–6(5), 3-6, [10-7]              | Jonathan Erlich Andy Ram                 | Ivo Karlović Gaël Monfils          | Hyung-Taik Lee Paul Capdeville Marat Safin Tommy Haas              |
| 30 luglio | Orange Prokom Open 2007 Sopot, Polonia International Series 500 000 $ Terra Singolare - Doppio                                | Tommy Robredo 7-5, 6-0                                | José Acasuso                             | Albert Montañés Gilles Simon       | Martín Vassallo Argüello Florian Mayer Igor' Andreev Stefan Koubek |
| 30 luglio | Orange Prokom Open 2007 Sopot, Polonia International Series 500 000 $ Terra Singolare - Doppio                                | Mariusz Fyrstenberg Marcin Matkowski 6-1, 6-1         | Martín García Sebastián Prieto           | Albert Montañés Gilles Simon       | Martín Vassallo Argüello Florian Mayer Igor' Andreev Stefan Koubek |

### Agosto
| Settimana | Torneo | Vincitore                                               | Finalista                            | Semifinalisti                    | Quarti                                                       |
| --------- | --- | ------------------------------------------------------- | ------------------------------------ | -------------------------------- | ------------------------------------------------------------ |
| 6 agosto  | Canada Masters 2007 Montréal, Canada Masters Series 2 450 000 $ Cemento Singolare - Doppio                      | Novak Đoković 7–6(2), 2-6, 7–6(2)                       | Roger Federer                        | Radek Štěpánek Rafael Nadal      | Lleyton Hewitt Nikolaj Davydenko Andy Roddick Frank Dancevic |
| 6 agosto  | Canada Masters 2007 Montréal, Canada Masters Series 2 450 000 $ Cemento Singolare - Doppio                      | Mahesh Bhupathi Pavel Vízner 6-4, 6-4                   | Paul Hanley Kevin Ullyett            | Radek Štěpánek Rafael Nadal      | Lleyton Hewitt Nikolaj Davydenko Andy Roddick Frank Dancevic |
| 13 agosto | Cincinnati Masters 2007 Cincinnati, Stati Uniti Masters Series 2 450 000 $ Cemento Singolare - Doppio           | Roger Federer 6-1, 6-4                                  | James Blake                          | Lleyton Hewitt Nikolaj Davydenko | Nicolás Almagro Carlos Moyá David Ferrer Sam Querrey         |
| 13 agosto | Cincinnati Masters 2007 Cincinnati, Stati Uniti Masters Series 2 450 000 $ Cemento Singolare - Doppio           | Jonathan Erlich Andy Ram 4-6, 6-3, [13-11]              | Bob Bryan Mike Bryan                 | Lleyton Hewitt Nikolaj Davydenko | Nicolás Almagro Carlos Moyá David Ferrer Sam Querrey         |
| 20 agosto | Pilot Pen Tennis 2007 New Haven, Stati Uniti International Series 675 000 $ Cemento Singolare - Doppio          | James Blake 7-5, 6-4                                    | Mardy Fish                           | Paul-Henri Mathieu Ivo Karlović  | Gilles Simon Fernando Verdasco Igor' Andreev Stan Wawrinka   |
| 20 agosto | Pilot Pen Tennis 2007 New Haven, Stati Uniti International Series 675 000 $ Cemento Singolare - Doppio          | Mahesh Bhupathi Nenad Zimonjić 6-3, 6-3                 | Mariusz Fyrstenberg Marcin Matkowski | Paul-Henri Mathieu Ivo Karlović  | Gilles Simon Fernando Verdasco Igor' Andreev Stan Wawrinka   |
| 27 agosto | US Open 2007 Flushing Meadows, New York, Stati Uniti Grande Slam 8 848 000 $ Cemento Singolare - Doppio - Misto | Roger Federer 7–6(4), 7–6(2), 6-4                       | Novak Đoković                        | Nikolaj Davydenko David Ferrer   | Andy Roddick Tommy Haas Carlos Moyá Juan Ignacio Chela       |
| 27 agosto | US Open 2007 Flushing Meadows, New York, Stati Uniti Grande Slam 8 848 000 $ Cemento Singolare - Doppio - Misto | Simon Aspelin Julian Knowle 7-5, 6-4                    | Lukáš Dlouhý Pavel Vízner            | Nikolaj Davydenko David Ferrer   | Andy Roddick Tommy Haas Carlos Moyá Juan Ignacio Chela       |
| 27 agosto | US Open 2007 Flushing Meadows, New York, Stati Uniti Grande Slam 8 848 000 $ Cemento Singolare - Doppio - Misto | Doppio misto: Maks Mirny Viktoryja Azaranka 6-4, 7–6(6) | Leander Paes Meghann Shaughnessy     | Nikolaj Davydenko David Ferrer   | Andy Roddick Tommy Haas Carlos Moyá Juan Ignacio Chela       |

### Settembre
| Settimana    | Torneo                                                                                       | Vincitore                                              | Finalista                           | Semifinalisti                    | Quarti                                                      |
| ------------ | -------------------------------------------------------------------------------------------- | ------------------------------------------------------ | ----------------------------------- | -------------------------------- | ----------------------------------------------------------- |
| 10 settembre | China Open 2007 Pechino, Cina International Series 500 000 $ Singolare - Doppio              | Fernando González 6-1, 3-6, 6-1                        | Tommy Robredo                       | Nicolas Kiefer Ivan Ljubičić     | Marin Čilić Igor' Kunicyn Marcos Baghdatis Hyung-Taik Lee   |
| 10 settembre | China Open 2007 Pechino, Cina International Series 500 000 $ Singolare - Doppio              | Rik De Voest Ashley Fisher 6(3)–7, 6-0, [10-6]         | Chris Haggard Lu Yen-hsun           | Nicolas Kiefer Ivan Ljubičić     | Marin Čilić Igor' Kunicyn Marcos Baghdatis Hyung-Taik Lee   |
| 10 settembre | Romanian Open 2007 Bucarest, Romania International Series 416 000 $ Terra Singolare - Doppio | Gilles Simon 4-6, 6-3, 6-2                             | Victor Hănescu                      | Carlos Berlocq Gaël Monfils      | Jurij Ščukin Hugo Armando Potito Starace Marc Gicquel       |
| 10 settembre | Romanian Open 2007 Bucarest, Romania International Series 416 000 $ Terra Singolare - Doppio | Oliver Marach Michal Mertiňák 7–6(2), 7–6(8)           | Martin García Sebastian Prieto      | Carlos Berlocq Gaël Monfils      | Jurij Ščukin Hugo Armando Potito Starace Marc Gicquel       |
| 17 settembre | Coppa Davis 2007 Mosca, Russia - Terra (i) Göteborg, Svezia - Sintetico (i)                  | Vincenti semifinali Russia 3–2 Stati Uniti 4–1         | Perdenti semifinali Germania Svezia |                                  |                                                             |
| 24 settembre | Thailand Open 2007 Bangkok, Thailandia International Series 550 000 $ Singolare - Doppio     | Dmitrij Tursunov 6-2, 6-1                              | Benjamin Becker                     | Tomáš Berdych Fernando Verdasco  | Dominik Meffert Ivo Karlović Nicolas Mahut Wang Yeu-tzuoo   |
| 24 settembre | Thailand Open 2007 Bangkok, Thailandia International Series 550 000 $ Singolare - Doppio     | Sanchai Ratiwatana Sonchat Ratiwatana 3-6, 7-5, [10-7] | Michael Llodra Nicolas Mahut        | Tomáš Berdych Fernando Verdasco  | Dominik Meffert Ivo Karlović Nicolas Mahut Wang Yeu-tzuoo   |
| 24 settembre | ATP Mumbai Open 2007 Mumbai, India International Series 416 000 $ Singolare - Doppio         | Richard Gasquet 6-3, 6-4                               | Olivier Rochus                      | Fabrice Santoro Rainer Schüttler | Stefan Koubek Jarkko Nieminen Nicolas Kiefer Lleyton Hewitt |
| 24 settembre | ATP Mumbai Open 2007 Mumbai, India International Series 416 000 $ Singolare - Doppio         | Robert Lindstedt Jarkko Nieminen 7–6(3), 7–6(5)        | Rohan Bopanna Aisam-ul-Haq Qureshi  | Fabrice Santoro Rainer Schüttler | Stefan Koubek Jarkko Nieminen Nicolas Kiefer Lleyton Hewitt |

### Ottobre
| Settimana  | Torneo | Vincitore                                      | Finalista                            | Semifinalisti                      | Quarti                                                               |
| ---------- | --- | ---------------------------------------------- | ------------------------------------ | ---------------------------------- | -------------------------------------------------------------------- |
| 1º ottobre | Open de Moselle 2007 Metz, Francia International Series 416 000 $ Cemento (indoor) Singolare - Doppio                 | Tommy Robredo 0-6, 6-2, 6-3                    | Andy Murray                          | Nicolas Mahut Guillermo Cañas      | Sébastien Grosjean Igor' Andreev Jo-Wilfried Tsonga Evgenij Korolëv  |
| 1º ottobre | Open de Moselle 2007 Metz, Francia International Series 416 000 $ Cemento (indoor) Singolare - Doppio                 | Arnaud Clément Michaël Llodra 6-1, 6-4         | Mariusz Fyrstenberg Marcin Matkowski | Nicolas Mahut Guillermo Cañas      | Sébastien Grosjean Igor' Andreev Jo-Wilfried Tsonga Evgenij Korolëv  |
| 1º ottobre | Japan Open Tennis Championships 2007 Tokyo, Giappone International Series Gold 832 000 $ Cemento Singolare - Doppio   | David Ferrer 6-1, 6-2                          | Richard Gasquet                      | Ivo Karlović Tomáš Berdych         | Feliciano López Lleyton Hewitt Dudi Sela Fernando Verdasco           |
| 1º ottobre | Japan Open Tennis Championships 2007 Tokyo, Giappone International Series Gold 832 000 $ Cemento Singolare - Doppio   | Jordan Kerr Robert Lindstedt 6-4, 6-4          | Frank Dancevic Stephen Huss          | Ivo Karlović Tomáš Berdych         | Feliciano López Lleyton Hewitt Dudi Sela Fernando Verdasco           |
| 8 ottobre  | Vienna Open 2007 Vienna, Austria International Series Gold 755 000 $ Cemento (indoor) Singolare - Doppio              | Novak Đoković 6-4, 6-0                         | Stan Wawrinka                        | Andreas Seppi Juan Carlos Ferrero  | Juan Ignacio Chela Ivan Ljubičić Feliciano López Fernando González   |
| 8 ottobre  | Vienna Open 2007 Vienna, Austria International Series Gold 755 000 $ Cemento (indoor) Singolare - Doppio              | Mariusz Fyrstenberg Marcin Matkowski 6-4, 6-2  | Tomas Behrend Christopher Kas        | Andreas Seppi Juan Carlos Ferrero  | Juan Ignacio Chela Ivan Ljubičić Feliciano López Fernando González   |
| 8 ottobre  | Stockholm Open 2007 Stoccolma, Svezia International Series 800 000 $ Cemento (indoor) Singolare - Doppio              | Ivo Karlović 6-3, 3-6, 6-1                     | Thomas Johansson                     | James Blake Tommy Haas             | Jarkko Nieminen Mario Ančić Juan Mónaco Arnaud Clément               |
| 8 ottobre  | Stockholm Open 2007 Stoccolma, Svezia International Series 800 000 $ Cemento (indoor) Singolare - Doppio              | Jonas Björkman Maks Mirny 6-4, 6-4             | Arnaud Clément Michaël Llodra        | James Blake Tommy Haas             | Jarkko Nieminen Mario Ančić Juan Mónaco Arnaud Clément               |
| 8 ottobre  | Kremlin Cup 2007 Mosca, Russia International Series 1 000 000 $ Cemento (indoor) Singolare - Doppio                   | Nikolaj Davydenko 7-5, 7–6(9)                  | Paul-Henri Mathieu                   | Janko Tipsarević Michael Berrer    | Igor' Andreev Radek Štěpánek Florent Serra Philipp Kohlschreiber     |
| 8 ottobre  | Kremlin Cup 2007 Mosca, Russia International Series 1 000 000 $ Cemento (indoor) Singolare - Doppio                   | Marat Safin Dmitrij Tursunov 6-4, 6-2          | Tomáš Cibulec Lovro Zovko            | Janko Tipsarević Michael Berrer    | Igor' Andreev Radek Štěpánek Florent Serra Philipp Kohlschreiber     |
| 15 ottobre | Madrid Masters 2007 Madrid, Spagna Masters Series 2 450 000 $ Cemento (indoor) Singolare - Doppio                     | David Nalbandian 1-6, 6-3, 6-3                 | Roger Federer                        | Nicolas Kiefer Novak Đoković       | Feliciano López Fernando González Mario Ančić Rafael Nadal           |
| 15 ottobre | Madrid Masters 2007 Madrid, Spagna Masters Series 2 450 000 $ Cemento (indoor) Singolare - Doppio                     | Bob Bryan Mike Bryan 6-3, 7–6(4)               | Mariusz Fyrstenberg Marcin Matkowski | Nicolas Kiefer Novak Đoković       | Feliciano López Fernando González Mario Ančić Rafael Nadal           |
| 22 ottobre | St. Petersburg Open 2007 San Pietroburgo, Russia International Series 1 000 000 $ Cemento (indoor) Singolare - Doppio | Andy Murray 6-2, 6-3                           | Fernando Verdasco                    | Marin Čilić Michail Južnyj         | Ernests Gulbis Potito Starace Philipp Kohlschreiber Dmitrij Tursunov |
| 22 ottobre | St. Petersburg Open 2007 San Pietroburgo, Russia International Series 1 000 000 $ Cemento (indoor) Singolare - Doppio | Daniel Nestor Nenad Zimonjić 6-1, 7–6(3)       | Jürgen Melzer Todd Perry             | Marin Čilić Michail Južnyj         | Ernests Gulbis Potito Starace Philipp Kohlschreiber Dmitrij Tursunov |
| 22 ottobre | Grand Prix de Tennis de Lyon 2007 Lione, Francia International Series 800 000 $ Cemento (indoor) Singolare - Doppio   | Sébastien Grosjean 7–6(5), 6-4                 | Marc Gicquel                         | Jo-Wilfried Tsonga Alejandro Falla | Julien Benneteau Olivier Rochus Ivan Ljubičić Diego Hartfield        |
| 22 ottobre | Grand Prix de Tennis de Lyon 2007 Lione, Francia International Series 800 000 $ Cemento (indoor) Singolare - Doppio   | Sébastien Grosjean Jo-Wilfried Tsonga 6-4, 6-3 | Łukasz Kubot Lovro Zovko             | Jo-Wilfried Tsonga Alejandro Falla | Julien Benneteau Olivier Rochus Ivan Ljubičić Diego Hartfield        |
| 22 ottobre | Swiss Indoors 2007 Basilea, Svizzera International Series 1 000 000 $ Cemento (indoor) Singolare - Doppio             | Roger Federer 6-3, 6-4                         | Jarkko Nieminen                      | Ivo Karlović Marcos Baghdatis      | Nicolas Kiefer Tomáš Berdych Paul-Henri Mathieu Fernando González    |
| 22 ottobre | Swiss Indoors 2007 Basilea, Svizzera International Series 1 000 000 $ Cemento (indoor) Singolare - Doppio             | Bob Bryan Mike Bryan 6-1, 6-1                  | James Blake Mark Knowles             | Ivo Karlović Marcos Baghdatis      | Nicolas Kiefer Tomáš Berdych Paul-Henri Mathieu Fernando González    |
| 28 ottobre | Paris Masters 2007 Parigi, Francia Masters Series 2 450 000 $ Cemento (indoor) Singolare - Doppio                     | David Nalbandian 6-4, 6-0                      | Rafael Nadal                         | Richard Gasquet Marcos Baghdatis   | David Ferrer Andy Murray Tommy Robredo Michail Južnyj                |
| 28 ottobre | Paris Masters 2007 Parigi, Francia Masters Series 2 450 000 $ Cemento (indoor) Singolare - Doppio                     | Bob Bryan Mike Bryan 6-3, 7–6(4)               | Daniel Nestor Nenad Zimonjić         | Richard Gasquet Marcos Baghdatis   | David Ferrer Andy Murray Tommy Robredo Michail Južnyj                |

### Novembre
| Settimana   | Torneo                                                                                   | Vincitore                           | Finalista                   | Semifinalisti             | Quarti                                                            |
| ----------- | ---------------------------------------------------------------------------------------- | ----------------------------------- | --------------------------- | ------------------------- | ----------------------------------------------------------------- |
| 11 novembre | Tennis Masters Cup 2007 Shanghai, Cina Tennis Masters Cup 4 450 000 $ Singolare - Doppio | Roger Federer 6-2, 6-3, 6-2         | David Ferrer                | Rafael Nadal Andy Roddick | Novak Đoković Nikolaj Davydenko Richard Gasquet Fernando González |
| 11 novembre | Tennis Masters Cup 2007 Shanghai, Cina Tennis Masters Cup 4 450 000 $ Singolare - Doppio | Mark Knowles Daniel Nestor 6-2, 6-3 | Simon Aspelin Julian Knowle | Rafael Nadal Andy Roddick | Novak Đoković Nikolaj Davydenko Richard Gasquet Fernando González |
| 26 novembre | Finale Coppa Davis 2007 Portland, Stati Uniti - Cemento (I)                              | Stati Uniti 4–1                     | Russia                      |                           |                                                                   |

### Dicembre
Nessun evento

## Ritiri
- Tomas Behrend

## Debutti
- Kevin Anderson
- John Isner
- Kei Nishikori